# Gymnogelastis
Gymnogelastis é um gênero de mariposa pertencente à família Acrolepiidae.